# Uganda az 1984. évi nyári olimpiai játékokon
Uganda az egyesült államokbeli Los Angelesben megrendezett 1984. évi nyári olimpiai játékok egyik részt vevő nemzete volt. Az országot az olimpián 5 sportágban 26 sportoló képviselte, akik érmet nem szereztek.

## Atlétika
Férfi
| Versenyző                                            | Versenyszám     | Előfutam | Előfutam | Előfutam | Negyeddöntő | Negyeddöntő | Negyeddöntő | Elődöntő | Elődöntő | Elődöntő | Döntő         | Döntő         |
| Versenyző                                            | Versenyszám     | Idő      | Hely.    | Össz.    | Idő         | Hely.       | Össz.       | Idő      | Hely.    | Össz.    | Idő           | Helyezés      |
| ---------------------------------------------------- | --------------- | -------- | -------- | -------- | ----------- | ----------- | ----------- | -------- | -------- | -------- | ------------- | ------------- |
| Charles Mbazira                                      | 100 m           | 11,03    | 7.       | 69.      | kiesett     | kiesett     | kiesett     | kiesett  | kiesett  | kiesett  | kiesett       | kiesett       |
| John Goville                                         | 200 m           | 21,59    | 2.       | 43.      | 21,55       | 7.          | 29.         | kiesett  | kiesett  | kiesett  | kiesett       | kiesett       |
| Moses Kyeswa                                         | 400 m           | 46,78    | 4.       | 36.      | kiesett     | kiesett     | kiesett     | kiesett  | kiesett  | kiesett  | kiesett       | kiesett       |
| Mike Okot                                            | 400 m           | 46,68    | 5.       | 31.      | kiesett     | kiesett     | kiesett     | kiesett  | kiesett  | kiesett  | kiesett       | kiesett       |
| Vincent Ruguga                                       | Maraton         |          |          |          |             |             |             |          |          |          | 2:17:54       | 29.           |
| Wilson Achia                                         | Maraton         |          |          |          |             |             |             |          |          |          | nem ért célba | nem ért célba |
| Peter Rwamuhanda                                     | 400 m gát       | 50,55    | 4.       | 23.      |             |             |             | kiesett  | kiesett  | kiesett  | kiesett       | kiesett       |
| John Goville Moses Kyeswa Peter Rwamuhanda Mike Okot | 4 × 400 m váltó | 3:06,65  | 3.       | 13.      |             |             |             | 3:04,02  | 4.       | 9.       | 3:02,09       | 7.            |

| Versenyző   | Versenyszám   | Selejtező | Selejtező | Döntő    | Döntő    |
| Versenyző   | Versenyszám   | Eredmény  | Helyezés  | Eredmény | Helyezés |
| ----------- | ------------- | --------- | --------- | -------- | -------- |
| Justin Arop | Gerelyhajítás | 69,76 m   | 27.       | kiesett  | kiesett  |

Női
| Versenyző      | Versenyszám | Előfutam | Előfutam | Előfutam | Elődöntő | Elődöntő | Elődöntő | Döntő   | Döntő    |
| Versenyző      | Versenyszám | Idő      | Hely.    | Össz.    | Idő      | Hely.    | Össz.    | Idő     | Helyezés |
| -------------- | ----------- | -------- | -------- | -------- | -------- | -------- | -------- | ------- | -------- |
| Evelyn Adiru   | 800 m       | 2:07,39  | 6.       | 21.      | kiesett  | kiesett  | kiesett  | kiesett | kiesett  |
| Ruth Kyalisima | 400 m gát   | 57,38    | 3.       | 11.      | 57,02    | 7.       | 14.      | kiesett | kiesett  |

## Kerékpározás

### Országúti kerékpározás
Férfi
| Versenyző      | Versenyszám   | Idő           | Helyezés      |
| -------------- | ------------- | ------------- | ------------- |
| Muharud Mukasa | Mezőnyverseny | nem ért célba | nem ért célba |
| Ernest Buule   | Mezőnyverseny | nem ért célba | nem ért célba |

## Ökölvívás
| Versenyző         | Versenyszám   | Selejtező                  | 32-es főtábla                            | Nyolcaddöntő                  | Negyeddöntő                    | Elődöntő          | Döntő             | Helyezés |
| Versenyző         | Versenyszám   | Ellenfél Eredmény          | Ellenfél Eredmény                        | Ellenfél Eredmény             | Ellenfél Eredmény              | Ellenfél Eredmény | Ellenfél Eredmény | Helyezés |
| ----------------- | ------------- | -------------------------- | ---------------------------------------- | ----------------------------- | ------------------------------ | ----------------- | ----------------- | -------- |
| William Bagonza   | Papírsúly     |                            | Abbas Zeghayer (IRQ) · RSC               | Paul Gonzales (USA) · 0:5     | kiesett                        | kiesett           | kiesett           | 9.       |
| John Kakooza      | Légsúly       |                            | Fausto García (MEX) · 0:5                | kiesett                       | kiesett                        | kiesett           | kiesett           | 17.      |
| John Siryakibbe   | Harmatsúly    | Manuel Vilchez (VEN) · 3:2 | Pedro Nolasco (DOM) · 0:5                | kiesett                       | kiesett                        | kiesett           | kiesett           | 17.      |
| Charles Lubulwa   | Pehelysúly    | Shane Knox (AUS) · 4:1     | Dieudonné Mzatsi (GAB) · 5:0             | Paul Fitzgerald (IRL) · 3:2   | Peter Konyegwachie (NGR) · 0:5 | kiesett           | kiesett           | 5.       |
| Geofrey Nyeko     | Könnyűsúly    | erőnyerő                   | Ama Sodogah (TOG) · 5:0                  | Pernell Whitaker (USA) · 0:5  | kiesett                        | kiesett           | kiesett           | 9.       |
| William Galiwango | Kisváltósúly  | Anthony Rose (JAM) · 5:0   | Charles Nwokolo (NGR) · 0:5              | kiesett                       | kiesett                        | kiesett           | kiesett           | 17.      |
| Peter Okumu       | Váltósúly     | erőnyerő                   | Neva Mkadala (TAN) · 3:2                 | Luciano Bruno (ITA) · 1:4     | kiesett                        | kiesett           | kiesett           | 9.       |
| Vicky Byarugaba   | Nagyváltósúly | erőnyerő                   | Simen Auseth (NOR) · 4:1                 | Christophe Tiozzo (FRA) · 0:5 | kiesett                        | kiesett           | kiesett           | 9.       |
| Patrick Lihanda   | Középsúly     |                            | Sin Dzsunszop (Sin Jun-Seop) (KOR) · 0:5 | kiesett                       | kiesett                        | kiesett           | kiesett           | 17.      |
| Jonathan Kiriisa  | Félnehézsúly  |                            | Djiguible Traoré (MLI) · 5:0             | Kevin Barry (NZL) · 2:3       | kiesett                        | kiesett           | kiesett           | 9.       |
| Dodovic Owiny     | Nehézsúly     |                            | erőnyerő                                 | Michael Kenny (NZL) · RSC     | Willie deWit (CAN) · KO        | kiesett           | kiesett           | 5.       |

RSC – a mérkőzésvezető megállította a mérkőzést

## Súlyemelés
| Versenyző   | Versenyszám | Szakítás                 | Szakítás                 | Lökés    | Lökés    | Összesen                 | Helyezés                 |
| Versenyző   | Versenyszám | Eredmény                 | Helyezés                 | Eredmény | Helyezés | Összesen                 | Helyezés                 |
| ----------- | ----------- | ------------------------ | ------------------------ | -------- | -------- | ------------------------ | ------------------------ |
| Fred Bunjo  | 75 kg       | 105,0                    | 20.                      | 140,0    | 18.      | 245,0                    | 18.                      |
| John Kyazze | 110 kg      | érvényes kísérlet nélkül | érvényes kísérlet nélkül | 120,0    | 12.      | érvényes kísérlet nélkül | érvényes kísérlet nélkül |

## Úszás
Férfi
| Versenyző      | Versenyszám | Előfutam | Előfutam | Előfutam | Döntő   | Döntő   | Döntő   | Helyezés |
| Versenyző      | Versenyszám | Idő      | Hely.    | Össz.    | Típus   | Idő     | Hely.   | Helyezés |
| -------------- | ----------- | -------- | -------- | -------- | ------- | ------- | ------- | -------- |
| Daniel Mulumba | 100 m gyors | 1:07,86  | 8.       | 68.      | kiesett | kiesett | kiesett | kiesett  |